# SWAT (computerspelserie)
SWAT is een reeks computerspellen van Sierra Entertainment ontwikkeld door Vivendi Games en Irrational Games. Het eerste deel van de reeks kwam uit in 1995 uit onder de naam: Daryl F. Gates' Police Quest: SWAT, daarna volgende er nog vele.
Het doel is in elk deel van de serie hetzelfde. Je moet zorgen dat de criminelen geen schijn van kans maken en dat je ze dus allemaal onschadelijk maakt.

## Reeds verschenen
- Daryl F. Gates' Police Quest: SWAT
- Police Quest: SWAT2
- SWAT 3: Close Quarters Battle
- SWAT 4
- SWAT 4: The Stetchkov Syndicate (uitbreiding op SWAT 4)